# 全自動洗濯乾燥機 乾ダム
『全自動洗濯乾燥機 乾ダム』（ぜんじどうせんたくかんそうき カンダム）は、餅月あんこ作の4コマ漫画。ガンダムエースにて2004年4月号から2006年8月号にかけて連載された。その前作にあたる『ネコジオン』、『ハロ・ミニシアター』についても本項で述べる。

## 概要
餅月あんこによる3作目のガンダム漫画。主人公、アムロの元にやってきた喋る洗濯機「乾ダム」が巻き起こす騒動を描く。

## 登場人物
乾ダム（カンダム）
ドラム式全自動洗濯乾燥機。本体の中央に顔があり、なぜか言葉を喋る。洗濯の能力には自信があるが、活発かつマイペースな性格により、周囲の人たちを困らせたりいらつかせたりする。ドラム式ゆえに巨体。
アムロ
乾ダムとめぐり会ってしまった青年。モビルスーツには乗らない。
八口（やぐち）
東京の地名に疎いアムロに矢口で拾われたネコ。

## 『乾ダム』以前の作品

### ネコジオン
『ネコジオン』は、餅月あんこ作の4コマ漫画。ガンダムエースにて2003年6月号から8月号にかけて連載された。ガンダム漫画だが、題名の通り登場人物がすべて猫に置き換えられている。カードゲーム「ガンダムウォー」のカードになったことがある。使用されると「ニャー」としか喋ってはいけなくなるというお遊びに近い内容だが、各種宣言が困難になりプレイに支障をきたすという効果もある。

### ハロ・ミニシアター
『ハロ・ミニシアター』は、餅月あんこ作の4コマ漫画。ガンダムエースにて2003年9月号から2004年2月号にかけて連載された。